# Nokia 6680
Nokia 6680 este un smartphone creat de Nokia. A fost anunțat în anul 2005.

## Design
În colțul din dreapta sus se găsește camera frontală VGA și este placată cu crom. Mai jos este ecranul, tastele și D-pad-ul. 
Pe partea dreaptă este tasta pentru comanda vocală. Pe partea stângă este butonul de pornire/oprire și slotul de card RS-MMC care este acoperită de o trapă cromată. Trapa slotului RS-MMC este construit din plastic.
Pe partea de sus se află difuzorul și un loc pentru șnur. Pe partea de jos este portul de încărcare și conectorul Pop-Port. 

## Multimedia
Camera foto este de 1.3 megapixeli cu bliț și poate face imagini cu o rezoluție maximă de 1280x960 pixeli.
Camera video poate înregistra la rezoluția maximă de 177 x 144 pixeli.
Fișiere în format MP3 și AAC pot fi folosite ca sunet de apel precum și cele în format MIDI. Cu ajutorul Realplayer-ului utilizatorul poate asculta fișierele MP3 cu sunet stereo.

## Conectivitate
Nokia 6680 suportă rețelele GPRS și EDGE, și suportă Bluetooth v1.2. De asemenea terminalul suportă funcția Push to Talk(PTT).
Navigarea este destul de rapidă cu browser-ul standard Nokia WAP 2.0/XHTML.
Clientul de e-mail de pe 6680 suportă protocoalele POP și IMAP, crearea unui mesaj este destul de simplă și se poate atașa fișiere aproape orice tip incluzând fișierele în format ZIP.
Funcția T9 poate fi folosită atunci cand sunt ediatate email-uri, SMS-uri sau MMS-uri.
Nokia 6680 suportă USB 2.0 prin intermediul conectorului pop-port pentru sincronizarea fișierelor sau terminalul se paote folosi ca modem pentru laptop sau PC. 

## Caracteristici
- Ecran TFT de 2.1 inchi cu suport până la 256.535 de culori
- Procesor ARM 926 tactat la 220 MHz
- Memorie internă 10 MB
- Cameră de 1.3 megapixeli cu bliț LED
- Cameră frontală VGA pentru apeluri video
- GPRS, EDGE
- Sistem de operare Symbian OS 8.0a, S60 UI
- Bluetooth 1.2 cu
- Micro-USB 2.0 cu Pop-Port
- PTT (Push to Talk)
- QuickOffice